# The Gospel Viu Choir
The Gospel Viu Choir és una formació musical de gòspel fundada a Palafolls el 2002 pel seu director Moisès Sala i Deprius. Està formada per 90 cantaires de diferents comarques de Girona i Barcelona. La formació és tot un referent en el món del gòspel a Catalunya i a l'estat espanyol. El seu repertori inclou versions actuals d'espirituals negres i gòspel populars i tradicionals, peces d'autors moderns i també incursions en el soul, el blues i el jazz, però tenint com a eix vertebrador el gòspel contemporani d'autors d'actualitat. Ha actuat a escenaris destacats (com el Gran Teatre del Liceu, o el Palau de la Música Catalana) i participat en festivals de renom (com el Festival de la Porta Ferrada a Sant Feliu de Guíxols o el Black Music Festival de Girona). Han compartit escenari amb formacions de prestigi internacional com Soweto Gospel Choir, The Golden Gate Quartet i The Northern Kentucky Brotherhood Singers. També cal destacar la seva participació en el projecte Mou-te pels quiets a L'Auditori de Barcelona (ideat per Màrius Serra) i a la Marató de TV3 per la pobresa.
L'any 2006 la formació va iniciar el projecte Gospel Sense Fronteres que pretén dur a terme una tasca d'acció solidària a favor de la infància en benefici d'organitzacions sense ànim de lucre i ONG's que treballen pels nens a qualsevol part del món. Han estat beneficiàries de Gospel sense fronteres entitats com Fundació Amics Joan Petit Amics - Nens amb càncer (2006, 2010), Fundació Vicenç Ferrer (2007), Associació Catalana de la Síndrome de Rett i Obra Social Sant Joan de Déu (2008), Sonrisas de Bombay (2009), i Nexe Fundació (2011). El 2012, la formació compleix 10 anys i per celebrar-ho dedica el seu projecte de Gospel Sense Fronteres a les entitats amb les que ha treballat fins llavors. El 2014 la formació protagonitza la gravació d'un documental (El Cor) dirigit per Marc Juan que s'emet el gener de 2015 al Sense ficció de TV3.
El 2011 participa en l'enregistrament del disc de La Marató de TV3, amb una versió del conegut tema "I say a little prayer for you" (d'Aretha Franklin), amb Raphael i La Principal de La Bisbal.

## Discografia
- 2005 Marchin‘ to Freedom!
- 2008 The Gospel Xperience in Symphony. Amb l'Orquestra de Cambra de l'Empordà[17]
- 2012 Poema als Voluntaris / Spirituals
- 2014 Smile